# 間接之戀
《間接之戀》（ひとつ飛ばし恋愛）是ASa Project在2013年4月26日發售的戀愛冒險類型成人遊戲，2015年1月29日由Entergram發售PlayStation Vita版《間接之戀V》。

## 故事簡介
跟隨父親單身赴任的三枝和樹，經過三年後回到了自己的家，並進入春野學園就讀。在故鄉展開新生活的和樹認識了四名女孩，而這四名女孩都是和樹親人的好友。

## 登場角色
- 聲優為PC版／PSV版[4]

### 主要角色
三枝和樹
本作男主角。跟隨父親單身赴任三年後回到了家鄉，並進入春野學園二年級就讀。
園原碧里（聲：美美永跳／水橋香織）
春野學園一年級生，和樹的妹妹紅的朋友，游泳社成員。和紅雖然經常吵架但還是交情很好。
蒼木夏芽（聲：遠野梵／岡嶋妙）
春野學園三年級生，和樹的姐姐惠的朋友，游泳社社長。由於態度冷淡，讓周遭的人覺得恐怖。
玉森櫻（聲：あじ秋刀魚／前田惠）
春野學園二年級生，和樹的青梅竹馬千乃的朋友。個性溫柔且氣質出眾，因而有「學園的偶像」之稱。
壽理沙（聲：五行薺／小野涼子）
春野學園二年級生，和樹的表姐阿知華的跟班。個性活潑開朗，喜歡開黃腔。
神木明日葉（聲：無／佐倉綾音）
PSV版追加女主角。春野學園三年級生，和樹班級的副導師的女兒，不太會把感情表現在臉上。
神木郁琉（聲：無／丹下櫻）
PSV版追加女主角。春野學園一年級生，和樹班級的副導師的女兒，明日葉的妹妹，有著像小動物般的行為舉止，但也有腹黑的一面。

### 其他角色
三枝紅（聲：藤咲ウサ／櫻咲千依）
春野學園一年級生，和樹的妹妹。經常對哥哥提出任性的要求。
三枝惠（聲：守田羽糸／松元惠）
春野學園三年級生，和樹的姐姐。腹黑且有著施虐癖性格，經常捉弄和樹及夏芽。
五味淵千乃（聲：百瀬ぽこ／岩崎春奈）
和樹的青梅竹馬及同班同學。喜歡照顧人。
羽田野阿知華（聲：春河あかり／同左）
和樹的表姐。
神木萬智（聲：無／小林優）
PSV版追加角色。和樹班級的副導師，明日葉、郁琉的母親。

## 主題曲
間接之戀
片頭曲
作詞、作曲：rian，編曲：山下航生（doubleeleven），主唱：NANA
插入曲
作詞、作曲：rian，編曲：山下航生（doubleeleven），主唱：Manaca
片尾曲
作詞、作曲：rian，編曲：山下航生（doubleeleven），主唱：
間接之戀V（PSvita版）
片頭曲
作詞：rihoco，作曲、編曲：喜多智弘（Elements Garden），主唱：新田惠海

## 評價
《間接之戀》在日本美少女游戏与动画相关商品销售网站Getchu.com的2013年4月销量榜上排名第3名；上半年排名第13名；全年排名第19名。

## 外部連結
- 間接之戀遊戲官網 （页面存档备份，存于）（日語）
- 間接之戀V遊戲官網 （页面存档备份，存于）（日語）